# Račetický dub
Račetický dub je památný strom dub letní (Quercus robur) u evangelického kostela v Račeticích v okrese Chomutov v Ústeckém kraji.
Roste v Mostecké pánvi v nadmořské výšce 290 m v centru obce u křižovatky silnice z Podbořan do Kadaně a Libědic.

## Základní údaje
Obvod kmene měří 312 cm, koruna stromu dosahuje do výšky 24 metrů (měření 2009). V roce 2009 bylo stáří stromu odhadováno na 200 let.
Dub je chráněn od roku 2000 jako ochrana genofondu, součást kulturní památky a strom významný vzrůstem.

## Stromy v okolí
- Vilémovský dub
- Podlesické lípy
- Radonická lípa
- Radonický javor
- Skupina vamperských dubů